# Wilhelm Bode (Schriftsteller)
Wilhelm Friedrich Bode (* 30. März 1862 in Hornhausen; † 24. Oktober 1922 in Weimar), zur Unterscheidung von Wilhelm von Bode (= „Kunst-Bode“) auch „Goethe-Bode“ genannt, war ein deutscher Lehrer, Aktivist der Abstinenzbewegung und Schriftsteller. 

## Leben
Wilhelm F. Bode legte 1885 sein philologisches Staatsexamen ab. Im Folgejahr war er am Technikum Mittweida  als Lehrer für Deutsch, Französisch und Englisch tätig und verfasste seine ersten „Temperenzschriften“, die ihn zur Antialkoholikerbewegung führten. Er lebte eine Zeitlang in England, später kehrte er nach Deutschland zurück. Seit 1899 lebte er als Schriftsteller in Weimar. Er starb dort nach einem Verkehrsunfall mit der Straßenbahn. Sein Grabstein wurde durch den Schriftsteller Walther Victor erneuert und befindet sich in der Nähe der Friedhofshalle in Weimar.
Bode hatte mit seiner ersten Frau, von der er sich 1900 in Hildesheim scheiden ließ, zwei Söhne und eine Tochter. Victor Bode, einer der Söhne, lebte in kirchlichen Diensten in Hannover und war Herausgeber des „Hannoverschen Sonntagsblattes“. 
Sein Wohnhaus in Weimar, in dem seine verwitwete zweite Ehefrau, Anna Bode, einen Goethe-Versand und eine Leihbücherei betrieb, wurde nach 1936 wegen Baumaßnahmen abgerissen. 
An Wilhelm F. Bode erinnert heute die Wilhelm-Bode-Straße im Süden Weimars. Außerdem gibt es einen Bodebrunnen in Weimar. Sein Geburtshaus steht in Hornhausen in der August-Bebel-Straße. Eine Gedenktafel weist dort auf den Goetheforscher hin.

## Wirken
Mit seiner Übersiedlung nach Weimar im Jahre 1899 begann Wilhelm F. Bode mit dem Studium von Quellenmaterial aus dem 1885 freigegebenen Goethe-Archiv. Er veröffentlichte zahlreiche Einzelstudien über Goethe, gab ab 1904 die Vierteljahresschrift „Stunden mit Goethe“ heraus und beeinflusste damit die Goethe-Forschung, obwohl seine Publizistik nicht unumstritten war. Ab 1920 erschien sein auf zwölf Bände angelegtes Hauptwerk, „Goethes Leben“, von dem er aber nur sieben Bände vollenden konnte. Seinen philanthropischen Ideen folgend, wandte er sich zum Beispiel auch den Werken Leo Tolstois zu. 
Wilhelm F. Bode gründete 1889 einen Bund der Alkoholgegner und war von 1892 bis
1899 Geschäftsführer des Deutschen Vereins gegen Missbrauch der geistigen Getränke in Hildesheim. Von 1902 bis 1906 wirkt er als Anwalt des von ihm mitgegründeten Vereins für Gasthausreformen. 

## Werke
- Tolstois Lehren. Ein Gedanken-Auszug aus allen Werken von Lew Tolstoi. 1900.[2] Reprints: Bibliobazaar, 2009 ISBN 1110214855; Severus-Verlag, 2015. ISBN 3958013244
- Goethe in vertraulichen Briefen seiner Zeitgenossen. Auch eine Lebensgeschichte. 3 Bde. Peter Lang, München 1969.
- Goethes Briefe in kleiner Auswahl. 2 Bde. Verlag der Deutschen Dichter-Gedächtnis-Stiftung, 1907.
- Goethes Sohn. Mit sechzehn Bildnissen. E. S. Mittler & Sohn Berlin, 1918.
- Goethes Liebesleben. Berlin 1919.
- Damals in Weimar, 2. Aufl., H. Haessel Verlag, Leipzig 1923.
- Das Leben in Alt-Weimar.
- Goethes Leben. (Bd. 1–6; Bd. 7–8 fortgeführt von Valerian Tornius), durch Bodes Tod unvollständig
- Der weimarische Musenhof.
- Charlotte von Stein.
- Amalie, Herzogin von Weimar. 3 Bde.
- Goethes Leben im Garten am Stern.
- Goethes Gedanken.
- Goethes Lebenskunst.
- Kurze Geschichte der Trinksitten und Mäßigkeitsbestrebungen in Deutschland. München 1896 (Digitalisat).
- Die Macht der Konsumenten. Weimar 1902[3]
- Das staatliche Verbot des Getränkehandels in Amerika. Weimar 1901
- Die Trunksucht als Krankheit und ihre Behandlung. Weimar 1901 (Digitalisat).
- Indivi : Ein absonderlicher Reisebericht. Roman. Chr. G. Tienken, Bremerhaven und Leipzig 1892.